# Fuencarral
Fuencarral – stacja metra w Madrycie, na linii 10. Znajduje się w dzielnicy Fuencarral-El Pardo, w Madrycie i zlokalizowana jest pomiędzy stacjami Tres Olivos i Begoña. Została otwarta 10 czerwca 1982.